# Josef Hahn (Architekt)

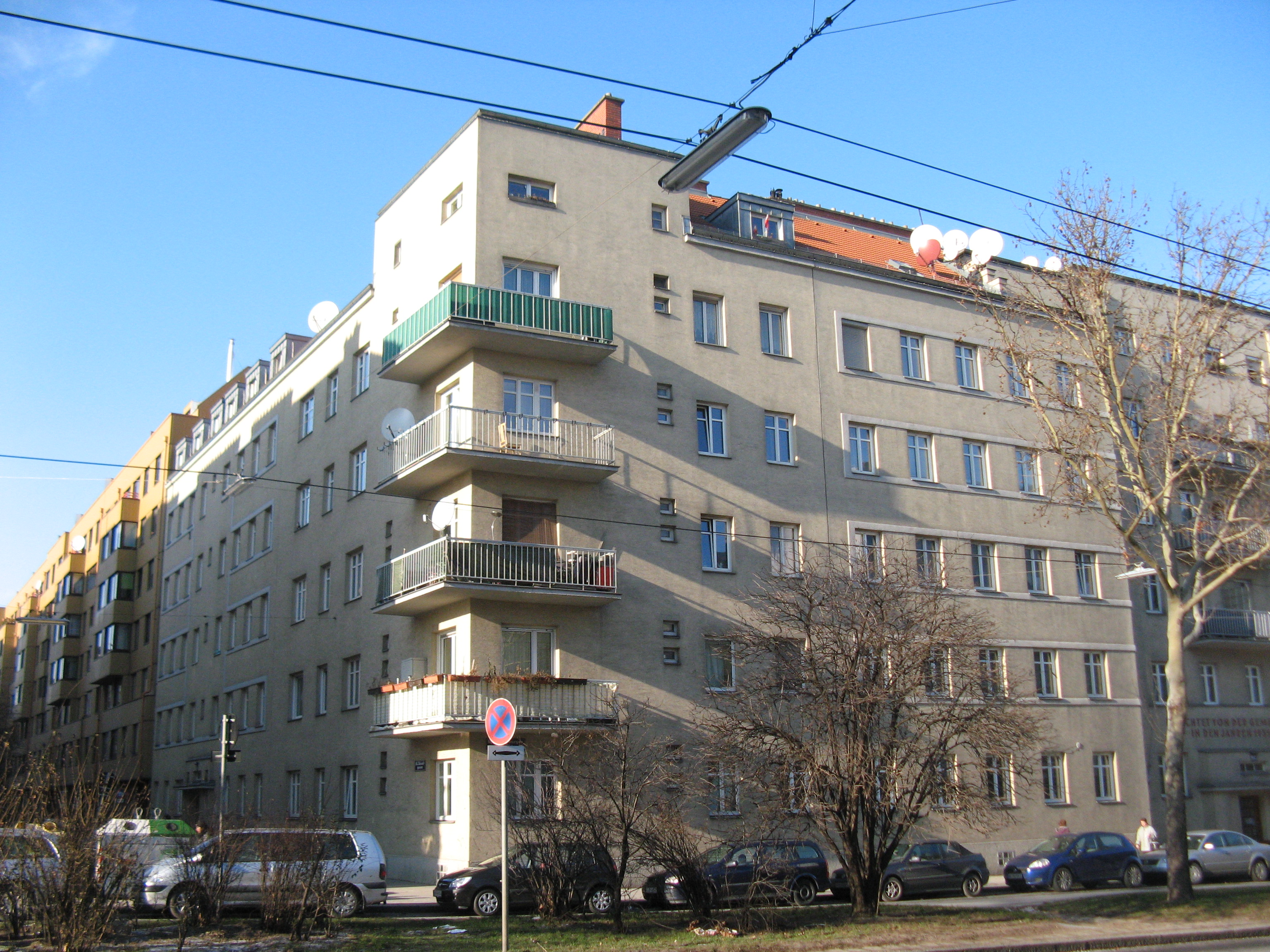
Gemeindebau von Josef Hahn (1931/32), Laxenburger Straße 92 in Wien

Josef Hahn (* 21. März 1884 in Ungarisch Ostrau, Österreich-Ungarn; gestorben 14. September 1943 in Shanghai) war ein österreichischer Architekt.

## Leben
Josef Hahn war der Sohn eines jüdischen Kaufmanns aus Mähren. Er besuchte 1907 bis 1908 die Bauschule der Technischen Hochschule in Wien bei Karl König und Max von Ferstel. 1919 bis 1920 absolvierte er einen Ergänzungskurs an der Staatsgewerbeschule. Ab 1927 ist er als Architekt mit eigenen Bauten nachweisbar, die er hauptsächlich für die Gemeinde Wien errichtete. Nach 1932 sind keine Bauten mehr von ihm bekannt. Wegen seiner jüdischen Abstammung emigrierte Hahn 1941 nach Shanghai, wo er wenig später starb.

## Bedeutung
Hahns erste Wohnhausanlage für die Gemeinde Wien zeigt dekorative Ausgestaltung, während seine weiteren Bauten in den 1930er Jahren der damals einsetzenden nüchternen und schmucklosen Versachlichung der Formensprache folgten. Interessanter sind seine Villenbauten, die Erfordernissen praktischer Bewohnbarkeit gut entsprachen. Er befasste sich auch mit der Gestaltung von Innenräumen und dem Entwurf von Möbeln.

## Werke
- Südtiroler Hof, Wiedner Gürtel 38–40, Wien 4 (1927–1928), zusammen mit Karl Ernst
- Villa Josef Weisskopf, Pablaskova 5, Budweis (1928)
- Villa Dr. Böhm, Budweis (vor 1930)
- Sturhof, Engerthstraße 230, Wien 2 (1930–1931)
- Wohnhausanlage der Gemeinde Wien, Laxenburger Straße 92, Wien 10 (1931–1932)
- Villa Adler, Uherský Ostroh (1936)